# Podul Waterloo (film din 1931)
Podul Waterloo (en. - Waterloo Bridge) este un film american dramatic din anul 1931, lansat de Universal Pictures cu un scenariu bazat pe piesa de teatru cu același nume de Robert E. Sherwood. În rolurile principale apar Mae Clarke - care în același an a apărut în alte două filme de succes, Frankenstein și The Public Enemy - și Douglass Montgomery, sub pseudonimul Kent Douglas. În rolurile secundare apar Doris Lloyd și Bette Davis. Recenziile au fost mixte, criticii considerându-l "matur", dar nu suficient de "sofisticat".
Filmul a avut un remake în anul 1940, avându-i în rolurile principale pe Vivien Leigh și Robert Taylor și un al doilea în 1956 sub numele Gaby, ambele variante fiind realizate de MGM. Toate variantele se află în prezent sub tutela Warner Bros..

## Legături externe
- Podul Waterloo la Internet Movie Database
- Podul Waterloo (film din 1931) la Allmovie